# AB Motorfabriken i Göteborg
AB Motorfabriken i Göteborg war ein schwedischer Hersteller von Automobilen.

## Unternehmensgeschichte
Das Unternehmen aus Göteborg wurde 1897 zur Produktion von Stationärmotoren gegründet. Wenig später folgte der Import von Fahrzeugen von Georges Richard. 1903 begann die Produktion von Automobilen. Der Markenname lautete AMG. Etwa 1905 endete die Produktion.

## Fahrzeuge
Das erste Modell entstand nach einer Lizenz von Richard-Brasier, der Nachfolgemarke von Georges Richard. Außerdem entstand ein Prototyp mit einem luftgekühlten Zweizylindermotor der Fafnir-Werke. Von diesem Modell wurden etwa 10 Exemplare hergestellt. Eines dieser Fahrzeuge war noch 1928 im Einsatz.